# 林尼克定理
林尼克定理（英語：Linnik's theorem）是解析数论中的一個定理，它回答了一个由狄利克雷定理自然推广的问题。它声称，存在着正数 c 和 L 使得：如果我们用p(a,d)表示最小的素数等差数列
{\displaystyle a+nd,\ }
其中 n 跑遍正整数，a 和 d 为任何的互质正整数滿足 1≤ a ≤ d -1，则：
{\displaystyle p(a,d)<cd^{L}.\;}
本定理以尤里·林尼克的名字命名，他证明它在1944年。 虽然林尼克的证据表明 c 和 L 是 可计算数，但是他没有提供任何数值。

## 性質
目前已经知道， L ≤2对于幾乎所有整数d都成立.
在 广义黎曼假设成立的前提下，有，
{\displaystyle p(a,d)\leq (1+o(1))\varphi (d)^{2}\ln ^{2}d\;,}
这里 {\displaystyle \varphi }是欧拉函数.
更强的上界是
{\displaystyle p(a,d)\leq \varphi (d)^{2}\ln ^{2}d\;,}
也已证实。
目前猜测：
{\displaystyle p(a,d)<d^{2}.\;} 

## L的边界
常数 L 称为林尼克常数 
下表显示了有关该常数迄今为止取得的进展。
| L ≤   | 证实的年份 | 作者                                |
| 10000 | 1957年     | 潘                                  |
| 5448  | 1958年     | 潘                                  |
| 777   | 1965年     | 陈                                  |
| 630   | 1971年     | 朱提拉                              |
| 550   | 1970年     | 朱提拉                              |
| 168   | 1977年     | 陈                                  |
| 80    | 1977年     | 朱提拉                              |
| 36    | 1977年     | 格雷厄姆                            |
| 20    | 1981年     | 格雷厄姆 (之前提交的陈1979年的文件) |
| 17    | 1979年     | 陈                                  |
| 16    | 1986年     | 王                                  |
| 13.5  | 1989年     | 陈 刘                               |
| 8     | 1990年     | 王                                  |
| 5.5   | 1992年     | 希斯-布朗                           |
| 5.18  | 2009年     | 吉罗里斯                            |
| 5     | 2011       | 吉罗里斯                            |

此外，在希斯-布朗的结果，常数 c 是有效的可计算数。